# Luis Aragonés
José Luis Aragonés Suárez Martínez (Hortaleza, Madrid, 28 de juliol del 1938 - Madrid, 1 de febrer de 2014) fou un jugador i entrenador de futbol madrileny.
La seva posició al terreny de joc era d'interior dret. Jugà al Getafe Club de Fútbol fins al 1958, any en què fitxà pel Reial Madrid. Al club blanc no va tenir oportunitats i fou cedit a clubs com el Recreativo, Hèrcules CF i Plus Ultra. La temporada 1960-61 debuta amb el Reial Oviedo a primera divisió. La temporada següent fitxà pel Betis on jugà tres temporades. El 1964 s'incorporà a l'Atlètic de Madrid on assolí els seus majors èxits. Com a futbolista va disputar un total de 360 partits i marcà 160 gols a primera divisió. Va ser internacional amb la selecció espanyola, amb la qual jugà 11 partits i marcà 3 gols.
La temporada 1974-75 finalitzà la seva trajectòria com a jugador i inicià la d'entrenador al seu club, l'Atlètic de Madrid. En aquest club fou entrenador durant quatre etapes diferents la primera iniciada el 1974 i la darrera acabada el 2003. El 1987-1988 entrenà al FC Barcelona, on substituí Terry Venables, guanyà una Copa del Rei, i acabà la temporada participant en el motí de l'Hespèria dels jugadors contra la directiva. També dirigí el RCD Espanyol (1990-1991), València CF (1995-1997) i Reial Mallorca (2000-2001 i 2001-2004). En total ha dirigit 757 partits a primera divisió. El 2004 esdevingué seleccionador de la selecció espanyola i durant la temporada 2008-09 va ser entrenador del Fenerbahçe SK. El 2008 fou guardonat amb el premi Marca Leyenda.
Morí la matinada de l'1 de febrer de 2014 als 75 anys a la clínica Centro de Madrid, segons confirmà el doctor Pedro Guillén a Ràdio Nacional d'Espanya.

## Trajectòria esportiva
Com a jugador
- Reial Oviedo: 1960-1961
- Reial Betis: 1961-1964
- Atlètic de Madrid: 1964-1975

Com a entrenador
- Atlètic de Madrid: 1974-1980
- Reial Betis: 1981-1982
- Atlètic de Madrid: 1982-1987
- FC Barcelona: 1987-1988
- RCD Espanyol: 1990-1991
- Atlètic de Madrid: 1991-1993
- Sevilla FC: 1993-1995
- València CF: 1995-1997
- Reial Betis: 1997-1998
- Reial Oviedo: 1999-2000
- RCD Mallorca: 2000-2001
- Atlètic de Madrid: 2001-2003
- RCD Mallorca: 2001-2004
- Selecció de futbol d'Espanya: 2004-2008
- Fenerbahçe SK: 2008-2009

## Palmarès
Com a jugador
- 3 Lligues espanyoles (Atlètic, 1966, 1970 i 1973)
- 2 Copes espanyoles (Atlètic, 1965 i 1972)

Com a entrenador
- 1 Lliga espanyola (Atlètic, 1977)
- 4 Copes espanyoles (3 amb l'Atlètic, 1976, 1985 i 1992; 1 amb el FC Barcelona, 1988)
- 1 Supercopa d'Espanya (Atlètic, 1985)
- 1 Copa Intercontinental (Atlètic, 1974)
- 1 Campionat d'Europa de futbol: 2008

## Distincions individuals
- 1 Trofeu Pitxitxi: 1969-70[10]